# Парк МЮДа (Кременчуг)
Парк МЮДа — парк, расположенный в левобережной части города Кременчуг (Полтавская область, Украина). Парк входит в санитарно-защитную зону завода «Кредмаш». Большая часть изначальной территории парка вырублена и застроена. Фактическая площадь, согласно планам по благоустройству на 2015 год, — 3 га.

## История

### Советский довоенный период
В 1928 году Сенную площадь (бывшая Ярмарочная площадь) в Кременчуге подготовили для создания сквера. В 1930 году коммунальная служба совместно с работниками кожевенного и механического завода (ныне — «Кредмаш») высадила на площади деревья. Регулярный сквер присутствует на плане Кременчуга 1930 года. Год спустя, в 1931 году, большая часть посадок была уничтожена наводнением.
В 1938 году был разработан новый проект обустройства сквера. Архитектором выступил А. В. Гуралов. Новый сквер стал самым большим в городе, его площадь составила 8.5 га. Было высажено 5 000 деревьев и кустов 23 видов, обустроены цветники, установлены скульптуры и фонтаны. Один из фонтанов, «Квартет», изображал животных, игравших на музыкальных инструментах, по мотивам басни Крылова. Парадный вход в сквер находился со стороны улицы Ленина (ныне — Соборная). Автором дорического портика входа выступил городской архитектор Лев Миронович Шлапаковский. Для устройства парапета, отделявшего сквер от улицы, использовался кирпич разобранной Спасо-Преображенской церкви. Строительный мусор использовался для засыпки болотистой местности площади.
Аббревиатура «МЮД» в названии сквера обозначает «Международный юношеский день». Праздник был введён решением Бернской международной социалистической конференции молодёжи в 1915 году для мобилизации молодёжи на борьбу за мир.

### Период немецкой оккупации
В период немецкой оккупации города в 1941-1943 году деревья парка были вырублены. По воспоминанию современника, в парке были установлены немецкие зенитные установки.
В 1943 году при освобождении города бойцы 17-го гвардейского воздушно-десантного полка 6-й гвардейской воздушно-десантной дивизии вступили в Кременчуг через парк МЮДа, пройдя через арку парадного входа.

### Советский послевоенный период
В 1946 году была реконструирована входная арка в парк, фонтаны, скульптуры, высажены новые деревья. В 1957 году заводу дорожных машин был выделен участок парка площадью 0.15 га для строительства на нём дворца культуры. Условием было объединение заводом одиночных захоронений советских воинов на территории парка в братскую могилу. В 1959 году было осуществлено перезахоронение. В том же году планировалось начать постройку в сквере нового летнего кинотеатра на 800 мест.
В 1965 году в парк с улицы Карла Маркса (ныне — Лейтенанта Покладова) был перенесён памятник В.И. Ленину. В 1971 году было завершено строительство в парке дворца культуры «Дормаш» (ныне «Кредмаш»). Памятник Ленину некоторое время стоял перед дворцом. В 1973 году был перевезён в военную часть в Севастополь.

### Парк в независимой Украине
В 2001-2002 годах часть территории парка была передана под строительство торгово-офисных площадей, а также здания боулинга. В 2006 году было вырублено 326 деревьев для строительства гипермаркета с парковочными местами, несмотря на протесты общественности. Вырубка была признана незаконной. В 2012 году в честь 140-летия предприятия ОАО «Кредмаш» и 65-й годовщины Победы в войне в парке было высажено 250 берёз.